# Загорская, Татьяна
Татьяна Загорская (7 января 1960 — 19 ноября 2008) — советская и белорусская шахматистка, мастер спорта СССР (1981).
Одна из сильнейших шахматисток Белоруссии 1980—1990-х гг.
Чемпионка Белорусской ССР 1982 (1—2 с Э. Э. Хоровец) и 1983 гг. Чемпионка Белоруссии 1992, 1994 и 1996 гг.
В составе сборной Белорусской ССР участница Спартакиад народов СССР 1983 и 1991 гг., командного чемпионата СССР 1981 г.
В составе сборной Белоруссии участница четырех шахматных олимпиад (1994, 1996, 1998 и 2000 гг.) и командного чемпионата Европы 1992 г.
С 2009 г. в Минске проводится мемориал Загорской.

## Основные спортивные результаты
| Год  | Город    | Соревнование                                                               | + | − | = | Результат | Место |
| ---- | -------- | -------------------------------------------------------------------------- | - | - | - | --------- | ----- |
| 1981 | Москва   | Командный чемпионат СССР (сборная Белорусской ССР, ?-я женская доска)      |   |   |   |           |       |
| 1982 |          | Чемпионат Белорусской ССР                                                  |   |   |   |           | 1—2   |
| 1983 |          | Чемпионат Белорусской ССР                                                  |   |   |   |           | 1     |
|      | Москва   | VIII Спартакиада народов СССР (сборная Белорусской ССР, 1-я женская доска) | 2 | 4 | 2 | 3 из 8    |       |
| 1991 | Азов     | X Спартакиада народов СССР (женская сборная Белорусской ССР, 3-я доска)    | 4 | 3 | 2 | 5 из 9    |       |
| 1992 |          | Чемпионат Белоруссии                                                       |   |   |   |           | 1     |
|      | Дебрецен | Командный чемпионат Европы (сборная Белоруссии, ?-я доска)                 | 1 | 4 | 0 | 1 из 5    |       |
| 1994 |          | Чемпионат Белоруссии                                                       |   |   |   |           | 1     |
|      | Москва   | XVI Олимпиада (сборная Белоруссии, ?-я доска)                              | 4 | 3 | 3 | 5½ из 10  |       |
| 1996 |          | Чемпионат Белоруссии                                                       |   |   |   |           | 1     |
|      | Ереван   | XVII Олимпиада (сборная Белоруссии, ?-я доска)                             | 6 | 5 | 1 | 6½ из 12  |       |
| 1998 | Элиста   | XVIII Олимпиада (сборная Белоруссии, ?-я доска)                            | 2 | 1 | 4 | 4 из 7    |       |
| 2000 | Стамбул  | XIX Олимпиада (сборная Белоруссии, ?-я доска)                              | 3 | 5 | 1 | 3½ из 9   |       |
| 2002 |          | Чемпионат Белоруссии                                                       | 3 | 5 | 2 | 4 из 10   | 8—9   |
| 2004 | Минск    | Чемпионат Белоруссии                                                       | 2 | 6 | 3 | 3½ из 11  | 9—10  |